# 1856
1856 (MDCCCLVI) var ett skottår som började en tisdag i den gregorianska kalendern och ett skottår som började en söndag i den julianska kalendern.

## Händelser

### Januari
- 29 januari – Den 223 engelska mil långa järnvägen North Carolina Railroad i USA byggs färdigt från Goldsboro genom Raleigh och Salisbury till Charlotte.[1]

### Februari
- 7 februari – Sveriges kronprins Karl (XV) blir vicekung av Norge.

### Mars
- 5 mars – Järnvägarna mellan Örebro och Ervalla, och mellan Ervalla och Nora stod klara. Den förstnämnda var en del av den planerade Köping-Hults Järnväg, och den senare var den s.k. Nora-Ervalla Järnväg. Detta var Sveriges första allmänna, normalspåriga järnvägar för lokomotivdrift.
- 30 mars – Krimkriget slutar genom fördraget i Paris. Ryssland förbinder sig att inte befästa Åland.

### April
- 16 april – Parisdeklarationen undertecknas av representanter för Storbritannien, Frankrike, Preussen, Ryssland, Sardinien, Osmanska riket och Österrike.

### Maj
- 1 maj – Orten Döderhultsvik i Sverige får stadsprivilegium under namnet Oskarshamn.[2]
- 7 maj – Evangeliska Fosterlandsstiftelsen (EFS) grundas. Den välkomnar alla sorters människor och betonar tron och den lutherska bekännelsen starkt.
- 10 maj – 10 personer dödas vid en gruvolycka utanför Filipstad, Sverige.[3]

### September
- 19–22 september – Amerikanska soldater landstiger i norra Nya Granada för att skydda amerikanska intressen under ett uppror.[4]
- 20 september – Den liberala tidningen Christianstads-Bladet startas i Sverige.[5]
- 29 september – Fredrika Bremer ger ut sin roman Hertha, vilken kommer att ha stor betydelse för den svenska jämställdhetspolitiken.[6]

### Oktober
- 8 oktober – De kinesiska myndigheterna i Guangzhou bordar ett kinesiskt piratfartyg som seglat under engelsk flagg. Detta blir upptakten till det andra opiumkriget.
- 15 oktober – André Oscar Wallenberg grundar Stockholms Enskilda Bank, Sveriges första egentliga affärsbank.[7]
- 20 oktober – Mellan Lissabon och Carregado öppnas den första järnvägen i Portugal.[8]
- 22 oktober–6 december – Amerikanska soldater landstiger i Kina för att skydda amerikanska intressen i Kantonunder bråk mellan britter och kineser, samt utföra vedergällning för ett angrepp på en obeväpnad båt under amerikansk flagg.[4]

### November
- 1 november – Van Diemens land byter namn till Tasmanien.[9]

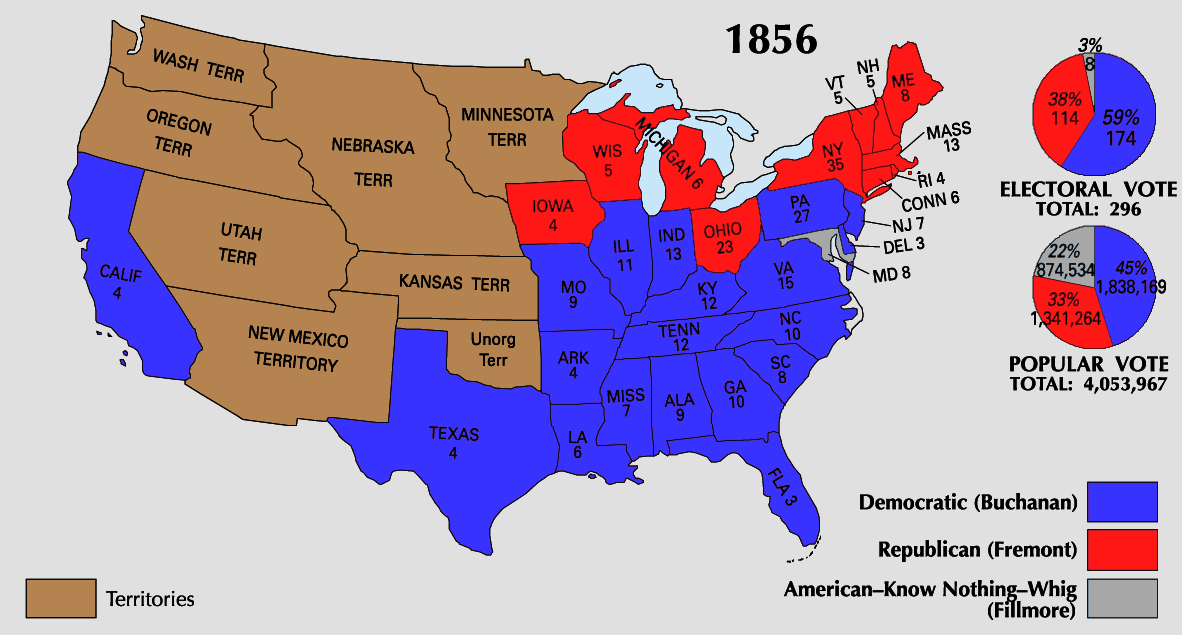
Presidentval i USA.

- 4 november – Demokraten James Buchanan besegrar Knownothings–Whigpartisten Millard Fillmore och republikanen John C. Frémont vid presidentvalet i USA.
- 21 november – Niagara University öppnas i Niagara Falls, New York.
- 27 november – Statskupp i  Luxemburg leder till att Luxemburg antar en ny konstitution, då Wilhelm III av Nederländerna skriver på den utan samtycke från Luxemburgs deputeradekammare.

### December
- 1 december – Järnvägslinjerna Malmö–Lund och Göteborg–Jonsered invigs i Sverige.[10]

### Okänt datum
- Robert Mushet patenterar en förbättrad version av Bessemerprocessen för stålframställandet.[11]
- Under detta år och två år framåt införs tullfrihet på flera svenska jordbruksprodukter och tullinskränkningar på flera komsumtionsvaror. Import- och exportförbud upphävs på kvarvarande varor.
- Ett stort studentmöte hålls i Uppsala. Oscar I bjuder in studenterna till Drottningholms slott och yttrar att "Hädanefter är krig skandinaviska bröder emellan omöjligt".
- De första så kallade "mindre folkskolorna" införs i Sverige för att sprida skolan i landsbygden. I dessa kunde även outexaminerade lärare undervisa.
- Den första motionen i den svenska riksdagen om begränsning av arbetstiden till tolv timmar (från Nils Hansson) avvisas.
- Självmord avkriminaliseras i Sverige.
- Löjtnant Per W. Luthander grundar Åbro bryggeri i Vimmerby.
- Dräktreformrörelsen leder till grundandet av National Dress Reform Association i USA.

## Födda

### Första kvartalet

#### Januari
- 12 januari
  - Charles W. Gates, amerikansk republikansk politiker och affärsman, guvernör i Vermont 1915–1917. (död 1927)
  - John Singer Sargent, amerikansk konstnär. (död 1925)
- 29 januari – Vitalis Norström, svensk filosof och akademisk lärare. (död 1916)

#### Februari
- 2 februari – Robert Latham Owen, amerikansk demokratisk politiker, senator 1907–1925. (död 1947)
- 4 februari – Jonas Gifting, svensk militär. (död 1934)
- 25 februari – Karl Lamprecht, tysk historiker. (död 1915)

#### Mars
- 4 mars – Edmond Noel, amerikansk demokratisk politiker, guvernör i Mississippi 1908–1912. (död 1927)
- 8 mars – Bramwell Booth, brittisk frälsningssoldat och psalmförfattare, Frälsningsarméns general 1912–1929. (död 1929)
- 17 mars – Michail Vrubel, rysk konstnär. (död 1910)

### Andra kvartalet

#### April
- 18 april – Anna Sterky, dansk-svensk feminist och politiker. (död 1939)
- 22 april – Thomas Mitchell Campbell, amerikansk demokratisk politiker. (död 1923)
- 24 april – Philippe Pétain, fransk militär och politiker, Frankrikes statschef 1940–1944. (död 1951)
- 27 april – Tongzhi, den åttonde Qing-kejsaren av Kina. (död 1875)

#### Maj
- 1 maj – Samuel H. Elrod, amerikansk republikansk politiker, guvernör i South Dakota 1905–1907. (död 1935)
- 6 maj
  - Robert Edwin Peary, nordamerikansk mariningenjör och upptäcktsresande, upptäckte nordpolen. (död 1920)
  - Sigmund Freud, österrikisk psykolog. (död 1939)
- 15 maj – L. Frank Baum, amerikansk författare. (död 1919)
- 29 maj – Edvard Hedin, Helgelseförbundets grundare. (död 1921)

#### Juni
- 6 juni – Gustaf Ranft, svensk skådespelare. (död 1929)

### Tredje kvartalet

#### Juli
- 4 juli – William Tilghman, amerikansk sheriff. (död 1924)
- 5 juli – Hedworth Meux, brittisk militär. (död 1929)
- 10 juli – Nikola Tesla, serbisk-amerikansk uppfinnare. (död 1943)
- 26 juli – George Bernard Shaw, irländsk författare och nobelpristagare. (död 1950)

#### Augusti
- 15 augusti – Keir Hardie, brittisk politiker, den första partiledaren för Labour. (död 1915)
- 18 augusti – Frank W. Higgins, amerikansk republikansk politiker, guvernör i New York 1905–1906. (död 1907)
- 26 augusti – Clara Schønfeld, dansk skådespelare. (död 1939)

#### September
- 5 september
  - William B. McKinley, amerikansk republikansk politiker, senator 1921–1926. (död 1926)
  - Thomas E. Watson, amerikansk politiker, publicist och författare. (död 1922)
- 13 september – Sergej Vinogradskij, rysk mikrobiolog. (död 1953)
- 27 september – Carl Peters, tysk upptäcktsresande. (död 1918)

### Fjärde kvartalet

#### Oktober
- 7 oktober – William A. Massey, amerikansk republikansk politiker och jurist, senator 1912–1913. (död 1914)
- 12 oktober – Henry F. Lippitt, amerikansk republikansk politiker och affärsman, senator 1911–1917. (död 1933)

#### November
- 10 november – Rudolf Ekholm, svensk skohandlare och politiker. (död 1929)
- 12 november – Karl Henrik Karlsson, svensk medeltidshistoriker. (död 1909)
- 29 november – Theobald von Bethmann Hollweg, tysk rikskansler och premiärminister i Preussen 1909–1917. (död 1921)

#### December
- 6 december – Hans Molisch, österrikisk botaniker. (död 1937)
- 22 december – Frank Kellogg, amerikansk utrikesminister 1925–1929, mottagare av Nobels fredspris 1929. (död 1937)
- 24 december – Albert d'Amade, fransk militär. (död 1941)
- 25 december – Brandon Thomas, brittisk författare, pjäsförfattare och teaterskådespelare. (död 1914)
- 28 december – Woodrow Wilson, amerikansk politiker, USA:s president 1913–1921, mottagare av Nobels fredspris 1919. (död 1924)

## Avlidna

### Första kvartalet

#### Januari
- 1 januari – John M. Berrien, 74, amerikansk politiker, USA:s justitieminister 1829–1831.

#### Februari
- 10 februari – William Henry Sleeman, 67, brittisk militär (överste) och kolonialtjänsteman i Indien.
- 17 februari – Heinrich Heine, 58, tysk författare.
- 18 februari – Wilhelm von Biela, 73, österrikisk astronom och baron.
- 29 februari – Auguste Chapdelaine, 42, fransk romersk-katolsk präst och tillika missionär, helgon.

#### Mars
- 10 mars – Karl Ludwig Friedrich von Hinckeldey, 50, tysk jurist, Preussens generalpolisdirektör, avliden i en duell.

### Andra kvartalet

#### April
- 26 april – George Troup, 75, amerikansk politiker.

#### Maj
- 14 maj – Théodore Guérin, 57, fransk romersk-katolsk nunna, helgon.

#### Juni
- 23 juni – Ivan Kirejevskij, 50, rysk författare.

### Tredje kvartalet

#### Juli
- 11 juli – Josef Kajetán Tyl, 48, tjeckisk författare.
- 20 juli – Emil Aarestrup, 55, dansk skald och läkare.
- 29 juli – Robert Schumann, 46, tysk romantisk tonsättare.

#### Augusti
- 19 augusti – Anna Maria Rüttimann-Meyer von Schauensee, 83, schweizisk salongsvärd.

#### September
- 25 september – Herman Kellgren, 34, finländsk orientalist.

### Fjärde kvartalet

#### Oktober
- 7 oktober – William Hall, 81, amerikansk demokratisk politiker.
- 8 oktober – Théodore Chassériau, 37, fransk historie- och porträttmålare, gravör.
- 23 oktober – Juana Ramírez, 61, venezuelansk frihetshjältinna.

#### November
- 4 november – Paul Delaroche, 59, fransk konstnär.
- 9 november – John M. Clayton, 60, amerikansk politiker (whig), USA:s utrikesminister 1849–1850.
- 23 november – Manuela Sáenz, 58, colombiansk nationalhjältinna.

#### December
- 21 december – August von Hartmansdorff, 64, konservativ svensk politiker.

#### Okänt datum
- Catharina Lidman, svensk konsthantverkare.

### Fotnoter
1. ↑  CommunicationSolutions/ISI, "Railroads — prior to the Civil War" Arkiverad 26 juli 2011 hämtat från the Wayback Machine., North Carolina Business History, 2006, läst 1 februari 2010
2. ↑  Oskarshamn Arkiverad 11 mars 2012 hämtat från the Wayback Machine.
3. ↑  ”Värmlands brandhistoriska klubb”. Arkiverad från originalet den 12 oktober 2011. https://www.webcitation.org/62NB7kO36?url=http://www.brandhistoriska.org/olyckor_se.html. Läst 16 mars 2011.
4. 1 2  ”USA:s militära insatser i utlandet 1798-2004”. Arkiverad från originalet den 9 december 2013. https://web.archive.org/web/20131209174005/http://www.history.navy.mil/library/online/forces.htm. Läst 30 januari 2011.
5. ↑  Viktiga händelser i Kristianstads kommuns historia Arkiverad 30 september 2013 hämtat från the Wayback Machine.
6. ↑  Carina Burman, Bremer - en biografi, Bonniers, Stockholm , 2001. Nyutg 2013, sid 379. ISBN 91-0-057680-8
7. ↑  En levande historia med rika arkiv Arkiverad 2 april 2012 hämtat från the Wayback Machine.
8. ↑  Järnvägar i historien Arkiverad 12 augusti 2010 hämtat från the Wayback Machine.
9. ↑  World Statesmen (läst 3 april 2011)
10. ↑  Avregleringar av järnvägstrafik
11. ↑  van Dulken, Stephen (2001). Inventing the 19th Century: the great age of Victorian inventions. London: British Library. sid. 30. ISBN 0-7123-0881-4